# Stigmata (album)
Stigmata – drugi studyjny album szwedzkiego zespołu muzycznego Arch Enemy.

## Lista utworów
Opracowano na podstawie materiału źródłowego.
| Nr | Tytuł utworu            | Słowa                      | Muzyka                           | Długość |
| -- | ----------------------- | -------------------------- | -------------------------------- | ------- |
| 1. | „Beast of Men”          | Michael Amott              | Christopher Amott, Michael Amott | 3:36    |
| 2. | „Stigmata”              | utwór instrumentalny       | Michael Amott                    | 2:12    |
| 3. | „Sinister Mephisto”     | Michael Amott              | Michael Amott                    | 5:46    |
| 4. | „Dark of the Sun”       | Michael Amott              | Christopher Amott, Michael Amott | 7:00    |
| 5. | „Let the Killing Begin” | Johan Liiva, Michael Amott | Christopher Amott, Michael Amott | 5:19    |
| 6. | „Black Earth”           | Johan Liiva, Michael Amott | Michael Amott                    | 6:39    |
| 7. | „Tears of the Dead”     | Michael Amott              | Michael Amott                    | 5:56    |
| 8. | „Vox Stellarum”         | utwór instrumentalny       | Fredrik Nordström                | 2:08    |
| 9. | „Bridge Of Destiny”     | Michael Amott              | Christopher Amott, Michael Amott | 7:44    |
|    |                         |                            |                                  | 46:20   |

| Edycja japońska | Edycja japońska         | Edycja japońska            | Edycja japońska                     | Edycja japońska |
| Nr              | Tytuł utworu            | Słowa                      | Muzyka                              | Długość         |
| --------------- | ----------------------- | -------------------------- | ----------------------------------- | --------------- |
| 1.              | „Beast of Man”          | Michael Amott              | Christopher Amott, Michael Amott    | 3:36            |
| 2.              | „Stigmata”              | utwór instrumentalny       | Michael Amott                       | 2:12            |
| 3.              | „Sinister Mephisto”     | Michael Amott              | Michael Amott                       | 5:46            |
| 4.              | „Dark of the Sun”       | Michael Amott              | Christopher Amott, Michael Amott    | 7:00            |
| 5.              | „Let the Killing Begin” | Johan Liiva, Michael Amott | Christopher Amott, Michael Amott    | 5:19            |
| 6.              | „Black Earth”           | Johan Liiva, Michael Amott | Michael Amott                       | 6:39            |
| 7.              | „Hydra”                 | utwór instrumentalny       | Christopher Amott,Fredrik Nordström | 0:57            |
| 8.              | „Tears of the Dead”     | Michael Amott              | Michael Amott                       | 5:56            |
| 9.              | „Diva Satanica”         | Michael Amott              | Christopher Amott, Michael Amott    | 3:43            |
| 10.             | „Damnation's Way”       | Johan Liiva, Michael Amott | Johan Liiva, Michael Amott          | 3:49            |
| 11.             | „Vox Stellarum”         | utwór instrumentalny       | Fredrik Nordström                   | 2:08            |
| 12.             | „Bridge of Destiny”     | Michael Amott              | Christopher Amott, Michael Amott    | 7:44            |
|                 |                         |                            |                                     | 54:49           |

## Twórcy
Opracowano na podstawie materiału źródłowego.
| Zespół Arch Enemy w składzie - Daniel Erlandsson - perkusja - Martin Bengtsson - gitara basowa - Christopher Amott - gitara rytmiczna, gitara prowadząca - Michael Amott - gitara rytmiczna, gitara prowadząca, produkcja muzyczna - Johan Liiva - wokal prowadzący Dodatkowi muzycy - Peter Wildoer - perkusja | Inni - Fredrik Nordström - instrumenty klawiszowe, produkcja muzyczna, inżynieria dźwięku - Kristian Gunnemo - design, zdjęcia - Segerfalk X - okładka, design, zdjęcia - Kris Verwimp - okładka - Göran Finnberg - mastering - Carl Ljungberg - zdjęcia |

## Pozycje na listach
| Lista  | Kraj    | Pozycja |
| ------ | ------- | ------- |
| Oricon | Japonia | 94      |